# NGC 332
NGC 332 je galaksija u zviježđu Ribe.

## Vanjske poveznice
- SEDS: NGC 332